# Jon Faddis
Jon Faddis, född 24 juli 1953 i Oakland i Kalifornien, är en amerikansk jazzmusiker, trumpetare, dirigent, kompositör och pedagog. Jon Faddis är känd både för sin mycket virtuosa behärskning av trumpeten och för sitt kunnande inom området för musikundervisning.

## Biografi
Jon Faddis började spela trumpet vid åtta års ålder, inspirerad av ett intryck av Louis Armstrong på The Ed Sullivan Show. Vid sitt första framträdande på scenen blev han känd för sin förmåga att noga spegla ljudet av trumpetikonen Dizzy Gillespie, som var hans mentor tillsammans med Stan Kenton och trumpetaren Bill Catalano. Faddis har turnerat med Charles Mingus och med Oscar Peterson.
Efter examen 1971 gick Faddis med i Lionel Hamptons band som solist och flyttade till New York. En annan höjdpunkt var när han fick ersätta (vid 18 års ålder) en sjuk Roy Eldridge i en all-star-konsert under ledning av Charles Mingus i New York Philharmonic Hall.
Efter att ha spelat med Charles Mingus blev Jon Faddis en välkänd studiomusiker i New York, som förekommer på många inspelningar i slutet av 1970- och början av 1980-talet.
Som ett resultat av hans utveckling som musiker och individuell konstnär blev han dirigent och första trumpetsolist i Dizzy Gillespies Förenta nationernas orkester 1992 till 2002.

## Utmärkelser
- 1999 - Artist-in-Residence i Purchase College (SUNY)[1].
- 1999 - Grammy Award nominering för Remembrances.
- 2002 - JD Award[1].
- Milt Jackson Award for Excellence and Accessibility in Jazz[1].

## Konserter
- 2002 - Bern Jazz Festival (Schweiz).
- 2007 (28 augusti - 2 september) - Harris Theater, Chicago Jazz Festival (Förenta staterna)[2].
- 2012 (december) - The Kennedy Center, med Jon Faddis Jazz Orchestra of New York.
- 2012 - Savannah Music Festival (Förenta staterna).
- 2013 (5-6 april) - Saint Louis (Missouri, Förenta staterna).
- 2013 (13 april) - Charlotte (Nordkarolina, Förenta staterna).
- 2013 (14 april) - Count Basie Theater, Red Banks (New Jersey, Förenta staterna).

## Verk
- 1997 - Lulu noire, jazz opera.

## Diskografi

### Som ledare
- 1974 - Jon & Billy, med Billy Harper (Storyville Records).
- 1976 - Youngblood.
- 1978 - Good and Plenty.
- 1985 - Legacy, med Kenny Baron, Ray Brown, Harold Land och Mel Lewis  (Concord Jazz).
- 1989 - Into the Faddisphere (Sony/Epic Records).
- 1991 - Hornucopia (Sony/Epic Records).
- 1995 - The Carnegie Hall Jazz Band (Blue Note).
- 1997 - Swing Summit: Passing On The Torch.
- 1997 - Eastwood After Hours: Live at Carnegie Hall (Malpaso Records/Warner Bros. Records).
- 1998 - Remembrances (CD och SACD Chesky).
- 2002 - A Great Night in Harlem (Playboy).
- 2006 - Teranga, med Clark Terry, Russell Malone, Gary Smulyan och Frank Wess (Koch Records/E1).

### Med Dizzy Gillespie
- 1977 - Dizzy Gillespie Jam (Pablo).
- 1992 - To Diz with Love (Telarc.

### Som chefdirigent förThe Dizzy Gillespie Alumni All-StarsochThe Dizzy Gillespie Alumni All-Stars Big Band
- 1997 - Dizzy’s 80th Birthday Party.
- 1999 - Dizzy’s World.
- 2000 - Things to Come" (Telarc).

### Som en speciell gäst eller sideman

#### Med Anthony Braxton
- 1976 - Creative Orchestra Music 1976 (Arista).

#### Med Kenny Burrell
- 1975 - Ellington Is Forever (Fantasy).

#### Med Michel Camilo
- One More Once.

#### Med Jerry Fielding
- 1978 - The Gauntlet (Warner Records).

#### Med Grant Green
- 1976 - The Main Attraction.
- 1978 - Easy.

#### Med Billy Joel
- An Innocent Man.

#### Med Jack McDuff
- 1974 - The Fourth Dimension (Cadet).

#### Med Charles Mingus
- 1972 - Charles Mingus and Friends in Concert (Columbia).

#### Med Lalo Schifrin
- 1976 - Black Widow (CTI).
- 1993 - More Jazz Meets the Symphony (Atlantic).
- 1995 - Firebird: Jazz Meets the Symphony No. 3 (Four Winds).
- 1996 - Lalo Schifrin with WDR Big Band: Gillespiana.
- 1999 - Latin Jazz Suite.
- 2002 - Ins and Outs – Lalo Live at the Blue Note.

#### Med Don Sebesky
- 1975 - The Rape of El Morro (CTI).

#### Med Paul Simon
- Graceland.

#### Med Jeremy Steig
- 1977 - Firefly (CTI).

#### Med Gábor Szabó
- 1975 - Macho (Salvation).

#### Med Charles Tolliver
- 1972 - Impact.

#### Med Steve Turre
- The Rhythm Within.

#### Med Randy Weston
- 1973 - Tanjah (Polydor).

#### Med Tatsuro Yamashita
- 1976 - Circus Town.
- 1986 - Pocket Music.
- 1988 - Boku No Naka No Syounen.

## Filmografi
- 1998 - Blues Brothers 2000.
- The Gauntlet, av Clint Eastwood.
- Bird, av Clint Eastwood.

## Anteckningar
1. 1 2 3  .